# Fronteira Argentina–Uruguai
A fronteira entre Argentina e Uruguai é a linha de 579 km marcada pelo Rio Uruguai que separa a Argentina do Uruguai. Se inicia numa fronteira tríplice Uruguai-Argentina-Brasil, na foz do Rio Quaraí com o Rio Uruguai. Segue o esse rio, passado a oeste dos departamentos uruguaios de Artigas, Salto, Paysandú, Río Negro, Soriano e Colonia e a leste das províncias argentinas de Corrientes, Entre Ríos e la Buenos Aires  até o desaguar do Rio Uruguai no Rio da Prata;

## História
O Rio Uruguai sempre foi um limite fortemente marcado na América do Sul, separando a Banda Oriental. Em função da presença desse rio, a fronteira entre Uruguai e Argentina pouco foi contestada. Porém, desde 2005 há conflitos entre os dois paíse na chamada Guerra do Papel causada por dois projetos uruguaios para instalar duas indústrias de Pasta de Papel no Rio Uruguai.
Desde 1815/16 o governo do Reino Unido de Portugal, Brasil e Algarves (Brasil pré-independência) procurava anexar a região do atual Uruguai ao Brasil. Isso veio a ocorrer com a vitória brasileira contra os uruguaios na Batalha de Tacuarembó em 1820. A região foi denominada Província Cisplatina do então independente Império do Brasil. 
Foi retomada pelos uruguaios com auxílio de tropas da Argentina em 25 de agosto de 1828. Do final dessa guerra, com o Tratado de Montevidéu, se originou a independente República Oriental do Uruguai. A atual fronteira foi estabelecida nessa ocasião. O próprio nome oficial  do Uruguai, República Oriental del Uruguay indica que o país fica ao oriente do Rio Uruguai.

## Pontos de passagem
O rio é bem navegável por embarcações maiores desde o Rio da Prata até Concepción del Uruguay na Argentina e até Paysandú no Uruguai. Embarcações menores podem ir até Concordia na Argentina e até  Salto no Uruguai. Uma barragem internacional (Uruguaia e Argentina) para produção de energia hidrelétrica se situa em Salto Grande, no Rio Uruguai.

## Fronteira terrestre
Em razão do movimento aluvial as ilhas Martín García (Argentina) e Timoteo Domínguez (Uruguai) se uniram, formando a única fronteira terrestre entre os países.